# Mont-devant-Sassey
Mont-devant-Sassey és un municipi francès situat al departament del Mosa i a la regió del Gran Est. L'any 2007 tenia 109 habitants.

## Demografia

### Població
El 2007 la població de fet de Mont-devant-Sassey era de 109 persones. Hi havia 42 famílies, de les quals 8 eren unipersonals (4 homes vivint sols i 4 dones vivint soles), 19 parelles sense fills i 15 parelles amb fills.
La població ha evolucionat segons el següent gràfic:
Habitants censats

### Habitatges
El 2007 hi havia 106 habitatges, 42 eren l'habitatge principal de la família, 55 eren segones residències i 9 estaven desocupats. 102 eren cases i 4 eren apartaments. Dels 42 habitatges principals, 37 estaven ocupats pels seus propietaris i 6 estaven llogats i ocupats pels llogaters; 3 tenien tres cambres, 8 en tenien quatre i 31 en tenien cinc o més. 28 habitatges disposaven pel capbaix d'una plaça de pàrquing. A 19 habitatges hi havia un automòbil i a 20 n'hi havia dos o més.

### Piràmide de població
La piràmide de població per edats i sexe el 2009 era:
| Homes | Edats   | Dones |
| ----- | ------- | ----- |
| 4     | 95 o +  | 0     |
| 0     | 90 a 94 | 0     |
| 0     | 85 a 89 | 0     |
| 0     | 80 a 84 | 0     |
| 0     | 75 a 79 | 4     |
| 8     | 70 a 74 | 12    |
| 0     | 65 a 69 | 0     |
| 8     | 60 a 64 | 8     |
| 0     | 55 a 59 | 0     |
| 4     | 50 a 54 | 0     |
| 0     | 45 a 49 | 0     |
| 8     | 40 a 44 | 8     |
| 16    | 35 a 39 | 4     |
| 0     | 30 a 34 | 4     |
| 0     | 25 a 29 | 8     |
| 0     | 20 a 24 | 0     |
| 0     | 15 a 19 | 0     |
| 0     | 10 a 14 | 0     |
| 0     | 5 a 9   | 16    |
| 4     | 0 a 4   | 8     |

## Economia
El 2007 la població en edat de treballar era de 63 persones, 35 eren actives i 28 eren inactives. De les 35 persones actives 29 estaven ocupades (18 homes i 11 dones) i 6 estaven aturades (1 home i 5 dones). De les 28 persones inactives 10 estaven jubilades, 5 estaven estudiant i 13 estaven classificades com a «altres inactius».

## Poblacions més properes
El següent diagrama mostra les poblacions més properes.